# Ismail Elfath
Ismail Elfath (ur. 3 marca 1982 w Casablance) – amerykański sędzia piłkarski. Znajduje się na Międzynarodowej Liście Sędziowskiej FIFA od 2016 roku.
W 2022 został sędzią meczu na Mistrzostwa Świata w Piłce Nożnej.

## Życiorys
Ismail Elfath urodził się 3 marca 1982 roku w Casablanca w Maroku. Wyemigrował do Stanów Zjednoczonych w 2001 roku w wieku 18 lat. Od 2022 roku mieszka w Austin w Teksasie.